# Bontle Modiselle
Bontle Moloi, née Modiselle le 7 octobre 1990 à Soweto, un township de Johannesbourg, est une actrice, présentatrice de télévision, personnalité de la radio, danseuse, chorégraphe, chanteuse et mannequin sud-africaine. En 2015, elle joue dans le film de danse Hear Me Move, ce qui lui vaut une nomination aux Africa Movie Academy Awards en tant que meilleure actrice dans un second rôle.

## Biographie

### Jeunesse
Bontle Jade-Lee Modiselle naît de Percy et Grace Modiselle, le 7 octobre 1990, à Soweto, dans la banlieue de Johannesbourg. Elle est élevée dans le nord-est de Johannesbourg. Sa famille est d'ethnie bantoue Tswana. Modiselle a deux sœurs, Refilwe et Candice, son aînée Refilwe Modiselle étant elle-même mannequin. Les trois sœurs travaillent également dans l'industrie de la télévision et du divertissement,. Le père de Modiselle, est lui aussi mannequin, mais se suicide alors qu'elle est encore petite, ce qui la marque profondément. Modiselle fréquente l'Université de Johannesbourg où elle obtient un baccalauréat ès arts en communication d'entreprise.

### Danse, cinéma et télévision
En 2007, Modiselle commence sa carrière de danseuse en participant à des cours de danse, animés par des chorégraphes. Elle fait ses débuts dans l'industrie du divertissement en tant que mannequin de vidéoclips et danseuse occasionnelle. Modiselle apparaît notamment sur de nombreuses vidéos d'artistes, dont DJ Tira, Rouge et Major League DJz. La scène de la danse l'initie à l'industrie du théâtre, alors qu'elle fait ses débuts au cinéma dans le film de danse dramatique Hear Me Move (2014), jouant le personnage de Khanyi,. Modiselle joue également dans la saison inaugurale de la série dramatique Thula's Vine, produite par la chaîne SABC 3 où elle incarne le personnage de Lindi. Elle joue dans le film de Mzansi Magic Lokshin FM, interprétant Meme.
Le 6 février 2016, Modiselle fait sa première apparition à la télévision en tant qu'animatrice de la série de télé-réalité Showville, de la chaîne SABC 2. Elle co-anime aux côtés de l'acteur Rob van Vuuren. Le mois suivant, elle remet un prix aux South African Film and Television Awards 2016 avec ses sœurs. En juin 2017, Modiselle est annoncée comme la nouvelle présentatrice de l'émission musicale Club 808, diffusée par E.tv, rejoignant Lawrence Maleka en remplacement de Boity Thulo. L'émission voit son dernier épisode diffusé le 30 mars 2018. Modiselle poursuit ses fonctions d'animatrice lors de la deuxième saison de l'émission de battle de rap One Mic, sur la chaîne SABC 1, créée le 7 février 2019.
Avant de s'aventurer dans la danse, Modiselle participe en tant que chorégraphe à plusieurs événements et spectacles. Elle est la chorégraphe principale de la franchise africaine de Lip Sync Battle qui débute en 2016, sur la chaîne MTV. Elle est également l'une des chorégraphes des MTV Africa Music Awards 2016. Du 17 au 18 juin 2019, Modiselle travaile comme chorégraphe en chef de l'émission Castle Lite Unlocks, dirigée par Meek Mill. En tant que danseuse, elle participe à divers événements, notamment sportifs, liés à la Basketball National League, première division sud-africaine de basket et à The MultiChoice Diski Challenge, aux côtés de son groupe Set it Off.
Le 31 juillet, Modiselle co-organise la 27e cérémonie des South African Music Awards, aux côtés de Lawrence Maleka. Le 5 novembre, elle obtient le rôle d'animatrice de l'émission musicale Telkom Monate Vibes, diffusée sur SABC 1.
En juillet 2023, elle se rend en Suède pour animer des ateliers de danse amapiano, dans le cadre du festival AFIA.

### En tant que mannequin
En mars 2018, Modiselle est choisie comme nouveau visage de la marque Revlon en Afrique du Sud, aux côtés de l'actrice Michelle Mosalakae et des présentateurs de télévision Luthando Shosha et Kim Jayde Robinson. Au cours des campagnes de publicité, elle est présentée comme une personnalité de la danse et fait la promotion du terme « Dance Proof » pour leur gamme de maquillage ColourStay.

## Vie privée
Bontle Modiselle est mariée au rappeur Ricardo Moloi, connu sous le nom de scène de Priddy Ugly, qu'elle rencontre en 2009. Le 19 août 2019, elle annonce attendre leur premier enfant via des publications sur ses réseaux sociaux,. Ils se marient officiellement le 28 septembre 2019, lors d'un mariage traditionnel africain.